# Jiguaní
Jiguaní è un comune di Cuba, situato nella provincia di Granma.